# العلاقات الزيمبابوية الكوستاريكية
العلاقات الزيمبابوية الكوستاريكية هي العلاقات الثنائية التي تجمع بين زيمبابوي وكوستاريكا.

## مقارنة بين البلدين
هذه مقارنة عامة ومرجعية للدولتين:
| وجه المقارنة                                              | زيمبابوي | كوستاريكا                                 |
| --------------------------------------------------------- | --- | ----------------------------------------- |
| المساحة (كم2)                                             | 390.76 ألف | 51.10 ألف                                 |
| عدد السكان (نسمة)                                         | 16.53 مليون | 4.91 مليون                                |
| الكثافة السكانية (ن./كم²)                                 | 42.3 | 96.09                                     |
| العاصمة                                                   | هراري | سان خوسيه                                 |
| اللغة الرسمية                                             | لغة إنجليزية، اللغة الشونا، النديبيلية الشمالية ‏، لغة الشيشيوا، Barwe ‏، Kalanga language ‏، Tshwa language ‏، النداو ‏، اللغة التسونجا، لغة الإشارة الزيمبابوية ‏، اللغة السوتية، تونغا ‏، اللغة التسوانية، اللغة الفيندية، اللغة الكوسية | اللغة الإسبانية                           |
| العملة                                                    | دولار أمريكي | كولون كوستاريكي                           |
| الناتج المحلي الإجمالي (بليون دولار)                      | 17.85 مليار | 57.06 مليار                               |
| الناتج المحلي الإجمالي (تعادل القوة الشرائية) بليون دولار | 27.88 مليار | 74.98 مليار                               |
| الناتج المحلي الإجمالي الاسمي للفرد دولار أمريكي          | 924 | 11.26 ألف                                 |
| الناتج المحلي الإجمالي للفرد دولار أمريكي                 | 1.79 ألف | 14.92 ألف                                 |
| مؤشر التنمية البشرية                                      | 0.509 | 0.766                                     |
| رمز المكالمات الدولي                                      | +263 | +506                                      |
| رمز الإنترنت                                              | .zw | .cr، قائمة نطاقات المستوى الأعلى للإنترنت |
| المنطقة الزمنية                                           | ت ع م+02:00 | 00                                        |

## منظمات دولية مشتركة
يشترك البلدان في عضوية مجموعة من المنظمات الدولية، منها:
| علم المنظمة | اسم المنظمة                               | تاريخ انضمام زيمبابوي | تاريخ انضمام كوستاريكا |
| ----------- | ----------------------------------------- | --------------------- | ---------------------- |
|             | مؤسسة التنمية الدولية                     | 29 سبتمبر 1980        | 30 يونيو 1961          |
|             | الأمم المتحدة                             | 25 أغسطس 1980         | 2 نوفمبر 1945          |
|             | منظمة التجارة العالمية                    | ?                     | ?                      |
|             | منظمة الشرطة الجنائية الدولية             | ?                     | ?                      |
|             | المركز الدولي لتسوية المنازعات الاستشارية | 19 يونيو 1994         | 27 مايو 1993           |
|             | الاتحاد الدولي للاتصالات                  | 10 فبراير 1981        | 13 سبتمبر 1932         |
|             | الفريق المعني برصد الأرض                  | ?                     | ?                      |
|             | البنك الدولي للإنشاء والتعمير             | 29 سبتمبر 1980        | 8 يناير 1946           |
|             | الاتحاد البريدي العالمي                   | ?                     | ?                      |
|             | منظمة حظر الأسلحة الكيميائية              | ?                     | ?                      |
|             | مؤسسة التمويل الدولية                     | 29 سبتمبر 1980        | 20 يوليو 1956          |
|             | وكالة ضمان الاستثمار متعدد الأطراف        | 10 أبريل 1992         | 8 فبراير 1994          |
|             | يونسكو                                    | 22 سبتمبر 1980        | 19 مايو 1950           |

## وصلات خارجية
- موقع وزارة الخارجية الزيمبابوية
- موقع وزارة الخارجية الكوستاريكية